# Innosuisse
Innosuisse ist die schweizerische Agentur für Innovationsförderung. Der gesetzliche Auftrag von Innosuisse ist es, wissenschaftsbasierte Innovation und Start-ups in der Schweiz zu fördern. Die Agentur fördert den Wissenstransfer aus der Forschung in die Wirtschaft.

## Geschichte
Im Jahr 1934 entstand die Kommission zur Förderung der wissenschaftlichen Forschung (KWF).
Mit dem Ziel, Arbeitsplätze zu schaffen, verabschiedete der Bundesrat im Zweiten Weltkrieg zwei Beschlüsse zur Förderung von Forschungsprojekten. Zur Prüfung der Gesuche setzte er die Kommission zur Förderung der wissenschaftlichen Forschung (KWF) ein. 1954 führte die Bundesversammlung die unter Notrecht entstandene staatliche Forschungsförderung ins ordentliche Recht über.
Im Jahr 1996 folgte die Gründung der Kommission für Technologie und Innovation (KTI). Aus der KWF wurde eine ausserparlamentarische Verwaltungskommission. Sie hatte allerdings keine Entscheidungsbefugnisse, sondern lediglich beratende Funktion. Auch unter dem neuen Namen KTI war es ihr Ziel, wissenschaftsbasierte Innovationen rasch in neue oder bestehende Produkte und Dienstleistungen einfliessen zu lassen und auf den Markt zu bringen. So engagierte sie sich in der Forschung und Entwicklung kommerzieller Projekte, beim Aufbau von Start-ups und im Wissens- und Technologietransfer.
2011 erhielt die KTI mehr Kompetenzen. Mit der Revision der Bundesverfassung 2006 wurde nicht nur die Förderung der Forschung, sondern auch jene der Innovation explizit als Bundesaufgabe verankert und das bestehende Forschungsgesetz angepasst. Dabei erfährt auch die KTI eine Aufwertung. Sie ist nun nicht mehr nur beratend tätig, sondern wird als eigenständige Behördenkommission aus dem Bundesamt für Berufsbildung und Technologie (BBT) herausgelöst und mit Entscheidungsbefugnissen ausgestattet. Ab 2011 betreibt sie als Innovationsagentur des Bundes eine eigene Geschäftsstelle.
2015 folgte ein Strukturwandel. Nach vier Jahren als Behördenkommission zeigte sich, dass die KTI als öffentlich-rechtliche Anstalt wohl deutlich effizienter funktionieren würde und die Anforderungen im Bereich der Innovationsförderung besser erfüllen könnte. Der Bundesrat war der Meinung, dass die KTI in ihrer neuen Form flexibler und autonomer handeln und dem Anspruch noch besser gerecht werden kann, als Katalysator für Innovationen zu wirken.
Die Umwandlung der KTI in eine öffentlich-rechtliche Anstalt per 1. Januar 2018 basiert auf einem Grundsatzentscheid des Bundesrats aus dem Jahr 2014. Dieser erteilte dem Departement für Wirtschaft, Bildung und Forschung den Auftrag zur Ausarbeitung eines entsprechenden Bundesgesetzes. Am 17. Juni 2016 nahmen beide Parlamente das Innosuisse-Gesetz (Bundesgesetz über die Schweizerische Agentur für Innovationsförderung – SAFIG) an. Daraufhin wählte der Bundesrat sieben fachkundige Vertreter. Im selben Jahr wurde auch das SAFIG in Kraft gesetzt. Innosuisse nahm am 1. Januar 2018 ihr operatives Geschäft auf.

## Förderangebote
Das Kernstück der Förderung von Innosuisse ist die Unterstützung von Innovationsprojekten. Innovative Organisationen wie Unternehmen, Start-ups, Verwaltungen oder NGOs entwickeln gemeinsam mit Hochschulen und Forschungsinstitutionen neue Dienstleistungen und Produkte. Innovationsprojekte können mit nationalen oder internationalen oder auch ohne Partner aus der Wirtschaft durchgeführt werden. Langfristige, transdisziplinäre Projekte grösserer Konsortien in wichtigen Themenbereichen werden im Rahmen der Flagship Initiative unterstützt.
Innosuisse fördert zudem innovative Projekte mit Vernetzungsangeboten und Beratung. Unternehmen und Forschende können in thematischen Netzwerken neue Innovationsideen lancieren oder sich an Fachveranstaltungen austauschen. Für die Gründung und Entwicklung von wissenschaftsbasierten Start-ups bietet Innosuisse zudem Trainings, Coachings, Unterstützung bei der Internationalisierung sowie Plattformen für nationale und internationale Auftritte. Ausserdem hilft Innosuisse bei der Auswahl von passenden Förderangeboten.

## Organisation
Innosuisse ist eine öffentlich-rechtliche Anstalt mit eigener Rechtspersönlichkeit, die sich aus vier fachkundigen Organen zusammensetzt. Die Zusammensetzung und die Aufgaben der Organe sind im Bundesgesetz über die Schweizerische Agentur für Innovationsförderung SAFIG festgelegt.
Der Verwaltungsrat ist das strategische Organ von Innosuisse. Er besteht aus sieben Mitgliedern und verantwortet die strategische Leitung von Innosuisse in Abstimmung mit den vom Bundesrat vorgesehenen strategischen Zielen. Der Bundesrat wählt die Mitglieder des Verwaltungsrates für vier Jahre und bestimmt auch den Präsidenten. Seit 2018 ist André Kudelski Präsident von Innosuisse. Die Direktorin von Innosuisse ist Dominique Gruhl-Bégin.
Der Innovationsrat ist das Fachorgan von Innosuisse. Er entscheidet über die Fördergesuche und begleitet den Vollzug der Fördermassnahmen in wissenschaftlicher und innovationsbezogener Hinsicht.